# Said and Done
Said and Done è l'album di debutto della boy band irlandese Boyzone. L'album fu pubblicato il 21 novembre 1994 dalla Polygram International.

## Tracce
1. Together – 3:41
2. Coming Home Now – 3:47
3. Love Me For a Reason – 3:39
4. Oh Carol – 3:35
5. When All Is Said and Done – 3:05
6. So Good – 3:04
7. Can't Stop Me – 3:08
8. I'll Be There – 3:42
9. Key to My Life – 3:45
10. If You Were Mine – 4:30
11. Arms of Mary – 2:48
12. Believe In Me – 3:46
13. Father and Son – 2:46